# 圣于贝尔
圣于贝尔（法語：Saint-Hubert，法語發音：[sɛ̃.t‿ybɛʁ] ⓘ）是比利时瓦隆大区盧森堡省讷沙托区的一个城市，通行法语，是比利时法语社群的一部分，人口5,571人（2018年1月1日）。